# Раненый стол
«Раненый стол» (исп. La mesa herida) — картина мексиканской художницы Фриды Кало, созданная в 1940 году. Хотя она и была утеряна в 1955 году, три фотографии этой картины были сделаны между 1940 и 1944 годами. «Раненый стол» был впервые показан в январе 1940 года на Международной выставке сюрреализма в Галерее мексиканского искусства Инес Амор в Мехико, а её копия ныне хранится в Художественном музее Герке-Ремунд (Баден-Баден, Германия). Подлинник в последний раз выставлялся в Варшаве в 1955 году, после чего исчез и по-прежнему разыскивается.
В июне 2019 года мексиканские власти объявили об аресте человека в штате Морелос, пытавшегося нотариально заверить подлинность его документов на продажу картины. Власти сообщили, что запрошенные документы указывали на то, что картина находится в Лондоне и что мексиканский гражданин продавал её за собственность стоимостью 20 миллионов долларов США в Акапулько.
Картина отображает темы, волновавшие Кало в период её создания, включая мексиканство, автохтонность, автопортрет и горе или потерю. Кало сидит в центре стола, где также появляются фигуры, ранее представленные на её полотне «Четыре жителя Мехико». Стол забрызган кровью и обрамлён театральным занавесом, создающим сценическую обстановку. Кало находится в окружении доколумбовой наяритской статуэтки, бывшей частью коллекции её бывшего мужа Диего Риверы, скелетом из папье-маше (часто называемым фигурой Иуды), двумя детьми и её любимым оленем Гранисо.
В «Раненом столе» «Кало — это уже не растерянный ребенок, а взрослая Кало, сидящая за столом.» Кало истекает кровью как мученик за мексиканство, она комментирует перформативные аспекты мексиканской идентичности. Это соответствует анализу послереволюционной культуры Роджера Бартра. В «Раненом столе» Кало пародирует стереотипы мексиканства.